# Крокау
Крокау (нім. Krokau) — громада в Німеччині, розташована в землі Шлезвіг-Гольштейн. Входить до складу району Плен. Складова частина об'єднання громад Пробстай.
Площа — 4,45 км2. Населення становить 421 ос. (станом на 31 грудня 2020).